# لوك ستيل (موسيقي)
لوك ستيل (بالإنجليزية: Luke Steele)‏ هو موسيقي ومغني وكاتب أغاني أسترالي، ولد في 13 ديسمبر 1979 في برث في أستراليا.

## وصلات خارجية
- لوك ستيل على موقع ميوزك برينز (الإنجليزية)
- لوك ستيل على موقع أول ميوزيك (الإنجليزية)
- لوك ستيل على موقع ديسكوغز (الإنجليزية)